# Just Dance
«Just Dance» — пісня, написана американською співачкою Леді Ґаґа та спродюсований RedOne. У записі пісні взяв участь Colby O'Donis, так само був використаний додатковий вокал від Ейкона. Пісня була видана як перший сингл з дебютного альбому The Fame в 2008.

## Створення композиції

Гага виконує пісню «Just Dance» на The Monster Ball Tour.

Пісня «Just Dance» написана Гагою та Ейконом спільно з RedOne, який також спродюсував трек. В інтерв'ю журналу «Heat magazine» Леді Ґаґа сказала:

«У мене було жахливе похмілля. Я написала пісню за 10 хвилин спільно з RedOne. І я в перший раз була в Голлівудській студії звукозапису. У дуже вінтажній, величезній кімнаті з величезними колонками»

Леді Ґаґа написала «Just Dance» у січні 2008 року. За її твердженням це була «важка робота і багато людей спочатку не вірили в неї». В інтерв'ю «Contactmusic.com» Леді Ґаґа говорила, що «Just Dance» — це щасливий запис і вона цінується людьми, які проходять через різні життєві труднощі, такі як втрата роботи, будинку і так далі. Пізніше, в інтерв'ю «Artistdirect.com», Леді Ґаґа пояснювала, що створюючи «Just Dance», вона хотіла створити прекрасний запис. Коли її запитали про причини популярності пісні, вона сказала, що:

«Кожна людина шукає пісню, яка дійсно відповідає тим радощам, які зберігаються в наших душах і серцях і під яку можна добре провести час. Просто ця пісня про це. Це відчувається і коли ти слухаєш пісню, вона змушує тебе добре себе почувати. Нічого більше. Я не думаю, що потрібні якісь аерокосмічні дослідження, коли справа доходить до серця. Я думаю, що ця пісня просто душевна»

## Музика і лірика
«Just Dance» — це ритмічна танцювальна пісня. У пісні поєднуються прямолінійні маршові біти, електроніка й елементи R&B. Пісня записана в складному темпі, з бітрейтом в 124 удари на хвилину, в тональності До-мінор. Спів Гаги охоплює 2 октави, з ноти Соль-3 до До-5. Пісня починається зі звучання синтезаторів у швидкому темпі й вимовленням імені Гаги «RedOne». Пісня звучить в тому ж темпі в приспіві. Приспів аранжований такою послідовністю акордів: F-Am-C-G-D-F-Am-C-G-D-F. Колбі О'Доніс співає інтерлюдії в тій же тональності, що й Леді Ґаґа.
Лірика пісні задає провокаційну перспективу, починаючись словами: «Що відбувається на танцполі? Я люблю цю пісню, дитинко, але я більше не можу сфокусувати свій погляд». Лірика, в цілому, говорить про те, що означає відчути повну інтоксикацію на вечірці. Виголошення слова «A RedOne», на початку пісні, часто плутають з «red wine» (укр. Червоне вино), але на ділі Леді Ґаґа просто представляє свого продюсера RedOne.

## Критика

Леді Ґаґа виконує пісню «Just Dance» на The Monster Ball Tour, граючи на клавітарі.

Пісня, в основному, отримала позитивні відгуки. Метью Чізлінг з Allmusic описав пісню як «галактичну» і порівняв з іншою піснею з альбому «The Fame», «Money Honey». Алекс Петрідіс з «The Guardian» назвав пісню «спокусливо-нав'язливою розповіддю про прийняття легких наркотиків, з комбінацією із прямолінійних марширували бітів, і невеликим нальотом R&B, який має нез'ясовну схожість з піснею» Maneater «Неллі Фуртадо». Бен Нормен з «About.com» сказав, що пісня «відкриває альбом як войовниця-Валькірія […] тріумфально їде попереду її армії. Якщо ви не знаєте цю пісню, використовуйте свій браузер. Я не буду витрачати час на пояснення того, як ця пісня звучить». Однак, він також додав, що пісня не є інноваційною і порівняв її з роботами таких артистів, як Ріанна, Кріс Браун і Pussycat Dolls. Білл Лемб з «About.com» назвав пісню авторською, але досить помітною для Гаги, щоб вона була помічена мейнстримом. Він також додав, що «Just Dance» дуже сильна композиція і вона показує вражаючий голос Гаги, але зрештою, вона є просто непоганою танцювальною поп-піснею. Він також відзначив непоганий вокал Колдбі О'Доніса. Еван Соудей з «PopMatters.com» сказав, що «Just Dance» є сильно помітним синглом і прекрасним індикатором того, про що говорить весь альбом. Бен Хогвуд з «MusicOMH.com» похвалив пісню, сказавши, що "ви не знайдете більш захоплюючу оду вечірки в цьому році, ніж хіт"Just Dance"- відполірований діамант, який захопить ваш розум на наступні кілька тижнів". Фрідом Лу Лас з «The Washington Post» описав пісню, як «наповнену безглуздим повітряним синті-попу, який відповідає низькосортного танцювального настрою з Гагін холодним, майже вільним вокалом, що оспівують радості танцю». Лінн Сексберг з «The Ottawa Citizen», описуючи Гагін тур «The Fame Ball Tour», назвав пісню прекрасним клубним гімном, який можна виконувати хором.

## Список композицій
| - U.S. 'The Remixes' CD single 1. «Just Dance» — 4:02 2. «Just Dance» (HCCR's Bambossa Main Mix) — 7:12 3. «Just Dance» (Richard Vission Remix) — 6:13 4. «Just Dance» (Trevor Simpson Remix) — 7:20 - U.S. promo club CD 1. «Just Dance» — 4:02 2. «Just Dance» (Instrumental) — 4:00 3. «Just Dance» (A Capella) — 3:58 - U.S. promo remix CD 1. «Just Dance» — 4:02 2. «Just Dance» (Instrumental) — 4:00 3. «Just Dance» (A Capella) — 3:58 4. «Just Dance» (HCCR's Bambossa Main Mix) — 7:14 5. «Just Dance» (Richard Vission Remix) — 6:14 6. «Just Dance» (Trevor Simpson Remix) — 7:21 7. «Just Dance» (HCCR's Bambossa Radio Edit) — 3:26 8. «Just Dance» (Trevor Simpson Edit) — 3:35 9. «Just Dance» (HCCR's Bambossa Dub) — 5:56 - Australian CD single 1. «Just Dance» — 4:02 2. «Just Dance» (Trevor Simpson Remix) — 7:21 - German CD maxi single 1. «Just Dance» — 4:02 2. «Just Dance» (HCCR's Bambossa Main Mix) — 7:14 3. «Just Dance» (Instrumental) — 4:00 4. «Just Dance» (Video) — 4:10 | - German CD single 1. «Just Dance» — 4:02 2. «Just Dance» (Trevor Simpson Remix) — 7:21 - French CD maxi single 1. «Just Dance» — 4:02 2. «Just Dance» (Glam As You Radio Mix) — 3:39 3. «Just Dance» (Glam As You Club Mix) — 6:25 - U.S. promo remixes part 2 CD-R 1. «Just Dance» (RedOne Remix) — 4:18 2. «Just Dance» (Space Cowboy Remix) — 5:01 3. «Just Dance» (Robots To Mars Mix) — 4:37 4. «Just Dance» (Tony Arzadon Remix) — 6:24 - UK CD single 1. «Just Dance» (Main Version) — 4:02 2. «Just Dance» (RedOne Remix) — 4:18 - UK 7" numbered picture vinyl disc 1. «Just Dance» (Main Version) — 4:02 2. «Just Dance» (HCCR's Bambossa Main Mix) — 7:14 - Japanese digital single 1. «Just Dance» — 4:02 2. «Just Dance» (HCCR's Bambossa Main Mix) — 7:14 3. «Just Dance» (Richard Vission Remix) — 6:14 4. «Just Dance» (Trevor Simpson Remix) — 7:24 |

## Чати та продажі
| Країна (2008—2009)    | Найвище місце |
| --------------------- | ------------- |
| Австралія             | 1             |
| Австрія               | 8             |
| Бельгія (Фландрія)    | 13            |
| Бельгія (Валлонія)    | 15            |
| Канада                | 1             |
| Данія                 | 6             |
| Голландія             | 1             |
| Європа                | 3             |
| Фінляндія             | 7             |
| Франція               | 14            |
| Німеччина             | 10            |
| Ірландія              | 1             |
| Японія                | 2             |
| Нова Зеландія         | 3             |
| Норвегія              | 3             |
| Росія                 | 9             |
| Іспанія               | 3             |
| Швеція                | 3             |
| Швейцарія             | 8             |
| Велика Британія       | 1             |
| США Billboard Hot 100 | 1             |

| Країна            | Продажі   | Сертификация       |
| ----------------- | --------- | ------------------ |
| Австралія         | 210,000+  | 3x Платиновий диск |
| Канада            | 240,000+  | 6x Платиновый диск |
| Нова Зеландія     | 15,000+   | Платиновий диск    |
| Іспанія           | 40,000+   | Платиновий диск    |
| Велика Британія   | 700,000+  | Платиновий диск    |
| США United States | 5,000,000 | 5x Платиновий диск |

| Країна (2008—2009)    | Найвище місце |
| --------------------- | ------------- |
| Австралія             | 7             |
| Канада                | 42            |
| Європа                | 30            |
| США Billboard Hot 100 | 3             |

## Хронологія релізу
| Регіон           | Дата випуску   |
| ---------------- | -------------- |
| Північна Америка | 8 квітня 2008  |
| Європа           | 22 серпня 2008 |
| Велика Британія  | 29 грудня 2008 |